# Stefan Martens

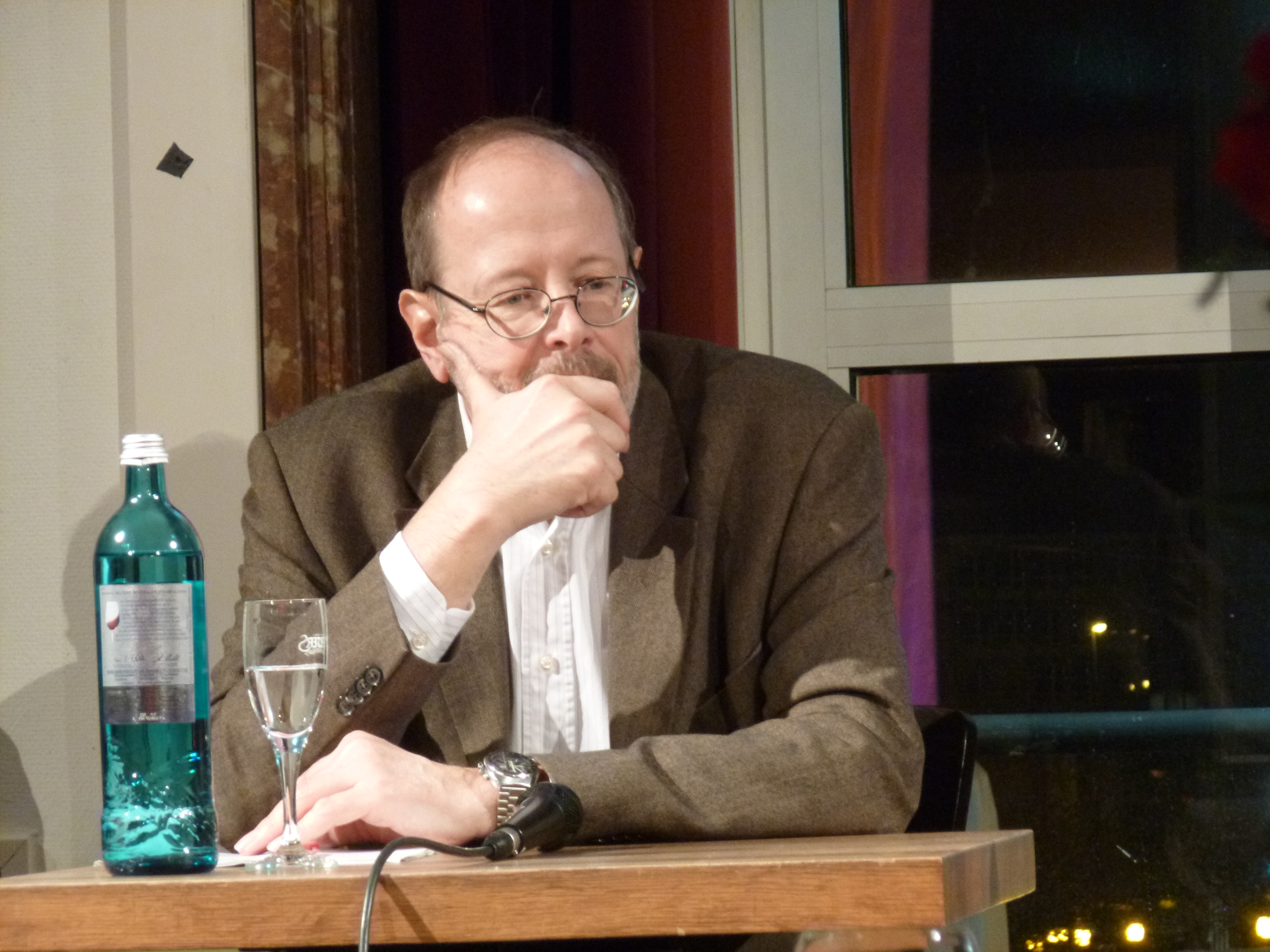
Stefan Martens (2015)

Stefan Martens (* 1954) ist ein deutscher Historiker. Er war stellvertretender Direktor am Deutschen Historischen Institut in Paris (DHIP).

## Leben
Martens studierte von 1973 bis 1981 Geschichte und Philosophie an den Universitäten Frankfurt am Main und Münster. Es folgten der Magister Artium und 1983 die Promotion an der Universität Münster zur Rolle Hermann Görings in der Außenpolitik des Dritten Reiches. Anschließend wurde Martens wissenschaftlicher Mitarbeiter und Referent, später Leiter der Abteilung Zeitgeschichte am DHIP. Seitdem hat er mehrere Bücher und zahlreiche wissenschaftliche Aufsätze in Fachzeitschriften zu den deutsch-französischen Beziehungen und der Geschichte des Zweiten Weltkrieges verfasst, unter anderem in der Francia. Er war von 1983 bis Ende 2020 am Deutschen Historischen Institut in Paris tätig und seit 2002 dessen stellvertretender Direktor. 
Seine Forschungsschwerpunkte sind die Geschichte der Weimarer Republik, des Dritten Reiches und des Widerstandes, die Geschichte der französischen Dritten Republik und des Vichy-Regimes sowie des Alltags in Europa unter deutscher Besatzung. 2015 wurde Martens zum Ritter des Ordens der Künste und der Literatur (chevalier de l’orde des Arts et des Lettres) durch die französische Kultusministerin Fleur Pellerin ernannt.

## Werke (Auswahl)
- Hermann Göring. „Erster Paladin des Führers“ und „Zweiter Mann im Reich“, Paderborn: Schöningh, 1985 (= Sammlung Schöningh zur Geschichte und Gegenwart).
- (Hrsg.) Vom „Erbfeind“ zum „Erneuerer“. Aspekte und Motive der französischen Deutschlandpolitik nach dem Zweiten Weltkrieg, Sigmaringen: Thorbecke, 1993.
- (zusammen mit Heinz-Gerhard Haupt, Ernst Hinrichs, Heribert Müller, Bernd Schneidmüller und Charlotte Tacke) Geschichte Frankreichs, hrsg. von Ernst Hinrichs, Ditzingen: Reclam, 1994, aktualisierte und erweiterte Auflage 2014.
- (zusammen mit Volker Knopf) Görings Reich. Selbstinszenierung in Carinhall, Berlin: Links, 1999, 8. überarbeitete und erweiterte Auflage, Berlin 2019.
- Marc Olivier Baruch: Das Vichy-Regime. Frankreich 1940–1944, Ditzingen: Reclam, 2000 (als Bearbeiter der deutschen Übersetzung).
- (Hrsg.) Frankreich und Belgien unter deutscher Besatzung 1940–1944. Die Bestände des Bundesarchiv-Militärarchivs Freiburg, bearbeitet von Sebastian Remus, Stuttgart: Thorbecke, 2002.
- (als Hrsg. mit Jörg Echternkamp) Der Zweite Weltkrieg in Europa. Erfahrung und Erinnerung, Paderborn: Schöningh, 2007 (engl. Exprience and Memory. The Second World War in Europe, New York, Oxford: Berghahn, 2010).
- (als Hrsg. mit Jörg Echternkamp) Militär in Deutschland und Frankreich 1870–2010. Vergleich, Verflechtung und Wahrnehmung zwischen Konflikt und Kooperation, Paderborn: Schöningh, 2012.
- (zusammen mit Jeanne Guérout und Aurélie Luneau) Comme un Allemand en France. Lettres inédites sous l’Occupation 1940–1944, Paris: L’Iconoclaste, 2016.